# Grote Prijs Neerpelt
De Grote Prijs Neerpelt of de  Wisselbeker Eric Vanderaerden is een jaarlijkse wedstrijd veldrijden die wordt verreden in de gemeente Neerpelt.
Deze wedstrijd is sinds 2009-2010 een van de manches voor de Soudal Classics, de vroegere Fidea Cyclocross Classics.

## Erelijst

### Mannen elite
| Datum      | Klassement                | Cat. | Winnaar                            | Tweede                             | Derde                              |
| ---------- | ------------------------- | ---- | ---------------------------------- | ---------------------------------- | ---------------------------------- |
| 27/09/2020 | Losse cross               | C2   | Afgelast vanwege de coronapandemie | Afgelast vanwege de coronapandemie | Afgelast vanwege de coronapandemie |
| 06/10/2019 | Rectavit Series           | C2   | Laurens Sweeck                     | Quinten Hermans                    | Lars van der Haar                  |
| 27/10/2018 | Soudal Classics           | C2   | Laurens Sweeck                     | Marcel Meisen                      | David van der Poel                 |
| 30/09/2017 | Soudal Classics           | C2   | Laurens Sweeck                     | Quinten Hermans                    | Jens Adams                         |
| 01/10/2016 | Soudal Classics           | C2   | Laurens Sweeck                     | Jens Adams                         | Michael Vanthourenhout             |
| 26/09/2015 | Soudal Classics           | C2   | Wout van Aert                      | Kevin Pauwels                      | Laurens Sweeck                     |
| 27/09/2014 | Soudal Classics           | C2   | Sven Nys                           | Klaas Vantornout                   | Lars van der Haar                  |
| 28/09/2013 | Soudal Classics           | C2   | Niels Albert                       | Sven Nys                           | Philipp Walsleben                  |
| 29/09/2012 | Soudal Classics           | C2   | Sven Nys                           | Niels Albert                       | Klaas Vantornout                   |
| 24/09/2011 | Fidea Cyclocross Classics | C2   | Sven Nys                           | Kevin Pauwels                      | Niels Albert                       |
| 26/09/2010 | Fidea Cyclocross Classics | C2   | Sven Nys                           | Klaas Vantornout                   | Bart Aernouts                      |
| 20/09/2009 | Fidea Cyclocross Classics | C2   | Niels Albert                       | Zdeněk Štybar                      | Klaas Vantornout                   |
| 21/09/2008 | Losse cross               | C2   | Sven Nys                           | Bart Wellens                       | Zdeněk Štybar                      |
| 23/09/2007 | Losse cross               | C2   | Sven Nys                           | Niels Albert                       | Bart Wellens                       |
| 08/10/2006 | Losse cross               | C2   | Niels Albert                       | Bart Wellens                       | Sven Nys                           |
| 09/10/2005 | Losse cross               | C2   | Bart Wellens                       | Richard Groenendaal                | Wim Jacobs                         |

### Vrouwen elite
| Datum      | Klassement                | Cat. | Winnaar                            | Tweede                             | Derde                              |
| ---------- | ------------------------- | ---- | ---------------------------------- | ---------------------------------- | ---------------------------------- |
| 27/09/2020 | Losse cross               | C2   | Afgelast vanwege de coronapandemie | Afgelast vanwege de coronapandemie | Afgelast vanwege de coronapandemie |
| 06/10/2019 | Rectavit Series           | C2   | Ceylin del Carmen Alvarado         | Yara Kastelijn                     | Shirin van Anrooij                 |
| 27/10/2018 | Soudal Classics           | C2   | Denise Betsema                     | Ceylin del Carmen Alvarado         | Laura Verdonschot                  |
| 30/09/2017 | Soudal Classics           | C2   | Ellen Van Loy                      | Nikki Brammeier                    | Helen Wyman                        |
| 01/10/2016 | Soudal Classics           | C2   | Sophie de Boer                     | Laura Verdonschot                  | Nikki Brammeier                    |
| 26/09/2015 | Soudal Classics           | C2   | Sanne van Paassen                  | Ellen Van Loy                      | Jolien Verschueren                 |
| 27/09/2014 | Soudal Classics           | C2   | Sanne Cant                         | Loes Sels                          | Ellen Van Loy                      |
| 28/09/2013 | Soudal Classics           | C2   | Sanne Cant                         | Sophie de Boer                     | Pavla Havlíková                    |
| 29/09/2012 | Soudal Classics           | C2   | Nikki Harris                       | Pavla Havlíková                    | Sanne Cant                         |
| 24/09/2011 | Fidea Cyclocross Classics | C2   | Sanne van Paassen                  | Daphny van den Brand               | Nikki Harris                       |
| 26/09/2010 | Fidea Cyclocross Classics | C2   | Sanne van Paassen                  | Daphny van den Brand               | Sanne Cant                         |

Voormalig

 Grote Prijs Neerpelt (2009-2019) ·  Jaarmarktcross Niel (2009-2017, 2019) ·  Waaslandcross, Sint-Niklaas (2015-2019) ·  Cyclocross Leuven (2011-2020) ·  Cyclocross Masters, Waregem (2015-2020) ·  Citadelcross Namen (2011-2015, 2018) ·  GP van Hasselt (2015-2018) ·  Scheldecross Antwerpen (2010-2014) ·  Cyclocross Tervuren (2011)